# Planowanie
Planowanie – proces ustalania celów i odpowiednich działań, by je osiągnąć. Opisując bardziej szczegółowo, jest to projektowanie przyszłości, jakiej się pragnie, oraz skutecznych środków jej organizacji. Planowanie to również przewidywanie warunków działania w ramach określonych granic czasowych, wyznaczanie celów i zadań oraz środków i sposobów ich najkorzystniejszej realizacji. Zróżnicowanie horyzontu czasu, do którego odnosi się planowanie, a w związku z tym możliwości rozpoznania kwantyfikacji uwarunkowań działania prowadzą do wyróżnienia planowania strategicznego (długoterminowego) oraz planowania operatywnego (krótkoterminowego). 
Rodzaje planowania (z uwagi na czas realizacji):
- strategiczne (powyżej 5 lat) - plan przyszłości, dzięki któremu o wiele łatwiej wytyczyć ścieżki postępowania i realizacji (co zamierza się osiągnąć w życiu, lista wartości).
- długoterminowe (od 2 do 5 lat) - konkretne przedsięwzięcia służące realizacji nadrzędnego celu.
- średnioterminowe (od kilku miesięcy do roku) - to odpowiedź na pytanie co należy zrobić, aby zrealizować plan długoterminowy.
- krótkoterminowe (do trzech miesięcy) - krótkie zadania do wykonania.
- bieżące - codziennie lub w skali tygodnia (godziny i terminy spotkań, spraw do załatwienia).

Cechy planu: celowość, prymat planowania, kompletność, skuteczność.
Proces planowania obejmuje: prognozowanie, programowanie, tworzenie planu.
Etapy procesu planowania: 
1. ustalenie celów
2. zidentyfikowanie problemów
3. poszukiwanie alternatywnych rozwiązań
4. ocenianie konsekwencji
5. dokonanie wyboru
6. wdrażanie planu
7. kontrola realizacji

Etapy planowania:
1. etap przedsiębiorczości - na tym etapie menedżerowie mało korzystają z funkcji planowania, raczej odpowiadają na pojawiające się nieliczne problemy.
2. etap luki administracyjnej - zaczyna się rozwijać sformalizowane planowanie, zwłaszcza w celu zwiększenia skuteczności.
3. etap luki oczekiwań - tworzone są plany oceniające wizje dalszego funkcjonowania przedsiębiorstwa
4. etap strategicznego rozwoju - menedżerowie zajmują się problemami wzrostu, poszukują sposobów rozszerzania i dywersyfikacji działalności ustabilizowanego przedsiębiorstwa.

Plan, wynik planowania, zbiór decyzji.